# خان دة بيد
خان دة بيد (بالفارسية: کاروانسرای ده بید) هو خان تاريخي يعود إلى عصر القاجاريين، ويقع في مقاطعة خرم بيد.